# Lisa e il diavolo
Lisa e il diavolo (conocida en español como El diablo se lleva a los muertos en España y Lisa y el diablo en Hispanoamérica) es una película de terror de 1974 dirigida por Mario Bava. La historia involucra a una joven turista estadounidense que pasa la noche en la casa de una familia de aristócratas en España, cuya casa está plagada de mal sobrenatural y oscuros secretos.
Después de la popularidad de la película El exorcista, escenas fueron añadidas por el productor Alfred Leone y Lamberto Bava, lo que hizo que la película tuviera un tema de exorcismo y fuera relanzada como House of Exorcism («La casa del exorcismo») en los Estados Unidos, siendo reescrita como un clon de El exorcista, con el personaje principal poseído y relatando al sacerdote que está tratando de salvarla la historia de cómo fue poseída.

## Argumento
Mientras realiza turismo en Toledo, España, la turista Lisa Reiner (Elke Sommer) ve una pintura antigua del diablo en la pared y deja a su grupo por un momento; sin embargo, se pierde en las calles estrechas. Más tarde, el rico Francis Lehar y su esposa Sofía aceptan llevarla. Sin embargo, su auto se descompone y se detiene frente a una antigua mansión. Mientras el conductor George (Gabriele Tinti) intenta arreglar el automóvil, el trío es recibido por la dueña ciega, una condesa, y su hijo Maximiliano, quienes invitan a Lisa a pasar la noche en la mansión. Durante la cena, son servidos por el mayordomo Leandro (Telly Savalas) que se asemeja a la imagen del diablo de la pintura que Lisa vio. Lisa pronto se siente estar viviendo una extraña pesadilla, atrapada en la casa con la extraña familia.

## Reparto
- Telly Savalas como Leandro.
- Elke Sommer como Lisa Reiner.
- Sylva Koscina como Sofía Lehar.
- Alessio Orano as Maximiliano.
- Gabriele Tinti como George.

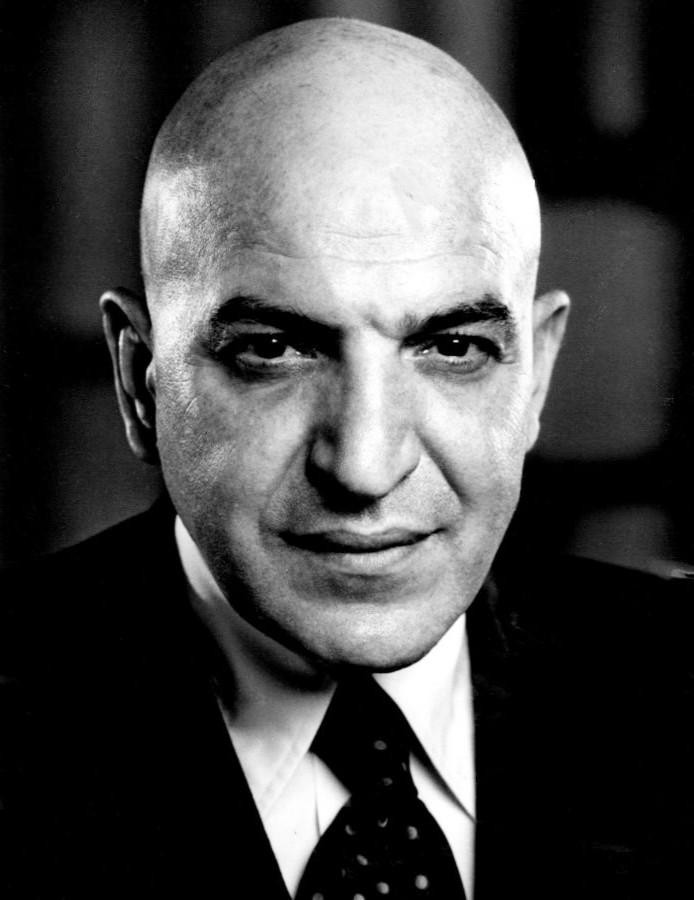
Telly Savalas en 1973, año en que la película se exhibió en el en.

- Kathy Leone como la amiga de Lisa.
- Eduardo Fajardo como Francis Lehar.
- Franz von Treuberg como Tendero.
- Espartaco Santoni como Carlo.
- Alida Valli como la condesa.

## Producción
Lisa e il diavolo fue la segunda película que el director de cine Mario Bava hizo con el productor Alfred Leone, quien le dio a Bava el control completo para hacer cualquier tipo de película que quisiera después de trabajar juntos en Gli orrori del castello di Norimberga.: 85  Junto con Giorgio Maulini, Romano Migliorini, Roberto Natale y la novia de Maulini Francesca Rusicka crearon una historia para la película.: 85  Rusicka no era profesional y sigue sin ser acreditada por sus contribuciones a la película.: 85  La película comenzó a rodarse bajo el título Il diavolo e i morti (literalmente, «El diablo y los muertos») en España desde principios de septiembre hasta fines de noviembre de 1972.: 85  Según Lamberto Bava, algunas líneas de diálogo en la película fueron levantadas textualmente de la novela Los endemoniados de Fiódor Dostoyevski.: 86  La historia y el guion se acreditan a Mario Bava y Alfred Leone en la versión internacional de Lisa e il diavolo, mientras que la versión italiana incluye a Maulini, Migliorini y Natale.: 84 

## Lanzamiento
Lisa e il diavolo se estrenó por primera vez en el Marché du film el 9 de mayo de 1973.: 84  El crítico e historiador de cine italiano Roberto Curti describió esta proyección como «desastrosa».: 89  Lisa e il diavolo fue sometida a los censores cinematográficos italianos en noviembre de 1973, que tuvo un tiempo de 86 minutos y 25 segundos, una versión más corta que la versión española.: 89  Lisa e il diavolo fue lanzada en España el 25 de noviembre de 1974 en Barcelona.: 84, 89  La película fue lanzada en Madrid en marzo de 1975.: 89  El corte español incluyó una versión más arriesgada de la escena de la muerte de Koscina y escenas sexuales más cortas y parte del final editado.: 89  La versión original de Lisa e il diavolo nunca recibió un lanzamiento en Italia.: 89 
Después de la gran popularidad de la película El exorcista, Alfred Leone se acercó a Mario Bava para agregar escenas de exorcismo a la película.: 89  Mario dijo que si quería hacer eso para el mercado estadounidense, estaría bien y envió a su hijo Lamberto para ayudarlo.: 89  La nueva versión titulada House of Exorcism agrega una historia de un exorcista interpretado por Robert Alda.: 89  Esto también incluye asesinatos más horripilantes e imágenes más subidas de tono de Elke Sommer.: 89  Leone ha declarado que las escenas adicionales fueron filmadas tanto por Mario como por él mismo.: 89  Lamberto afirmó que «algunas cosas en House of Exorcism fueron dirigidas por Leone, mientras que otras escenas, le enseñé cómo hacerlas, técnicamente hablando».: 89  Cuando se le preguntó acerca de la película en mayo de 1976, Mario Bava afirmó que la película no era suya «a pesar de que lleva mi nombre. Es la misma situación, demasiado larga para explicar, de un padre cornudo que se encuentra con un niño que no es el suyo, y con su nombre, y no puede hacer nada al respecto».: 89 
House of Exorcism se lanzó en Italia como La casa dell'esoercismo el 2 de abril de 1975, donde fue distribuida por Transeuropa.: 84–85  La película recaudó un total de 90 939 354 liras italianas en Italia.: 85  House of Exorcism se lanzó en los Estados Unidos el 9 de julio de 1976, donde fue distribuida por Peppercorn-Wormser Film Enterprises.: 85 

## Recepción
De reseñas retrospectivas, AllMovie comentó sobre Lisa e il diavolo, señalando que «el corte original de Bava es confuso a veces, pero es mucho mejor que el tema de 'posesión' que extrañamente se empalmó en House». Marco Lanzagorta de PopMatters dio a la película ocho estrellas de diez, indicando «Al mostrar una imagen de ensueño y una historia lírica, Lisa e il diavolo puede no ser una película fácil de ver. Esta es una hermosa película que tiene lugar en un infierno metafísico donde la lógica se descompone en formas de pesadilla. Pero, una vez más, su historia completamente ambigua deja al espectador reflexionando mucho después de que todo haya terminado. Misteriosa, espeluznante y hermosa, Lisa e il diavolo es necesaria para el fanático del terror».